# Victoria, Tila
Victoria är en ort i Mexiko.   Den ligger i kommunen Tila och delstaten Chiapas, i den sydöstra delen av landet, 800 km öster om huvudstaden Mexico City. Victoria ligger 912 meter över havet och antalet invånare är 311.
Terrängen runt Victoria är kuperad västerut, men österut är den bergig. Runt Victoria är det ganska tätbefolkat, med 67 invånare per kvadratkilometer. Närmaste större samhälle är Yajalón, 6,6 km sydost om Victoria. I omgivningarna runt Victoria växer i huvudsak städsegrön lövskog.